# Antrodoco
Antrodoco es una comuna de 2.787 habitantes de la provincia de Rieti. Se encuentra sobre la Vía Salaria aproximadamente a 20 km de la capital provincial y a 90 de Roma.

## Toponimia
Festus dice que su antiguo nombre Interocrea deriva del latín (inter-cruce y ocrem-montaña) por encontrarse entre montañas en lo profundo de un valle.

## Interocrea
Se cree que los orígenes de Antrodoco se remontan a la época prerromana y que era una pequeña aldea de los sabinos, situada sobre la Via Salaria en la unión de dos caminos, uno hacia Amiternum y el otro hacia Asculum.
A esta localidad a la que Estrabón se refiere como aldea (vicus), se le han dado diversos nombres en los manuales para viajeros y diccionarios topográficos del siglo XIX: Introdoco, Anterdoco, Introduci, Interocrium.

## Ubicación
Antrodoco está situada sobre el Velino en el punto donde el río emerge de sus profundas cañadas y a los pies del Monte Calvo. Está en los Montes Apeninos centrales a una altitud de 510 m s. n. m. y a 90 km de distancia de la Ciudad de Roma.
Antrodoco se encuentra en una importante intersección vial en el Aquila. Pero su ubicación estratégica fue más importante aún en época romana al encontrarse sobre la Vía Salaria, ruta por la que se distribuía la sal producida en la costa de Ostia en el mar Tirreno, hacia el interior de la península cruzando por Roma y atravesando la Sabina. La localidad de Interocrea (hoy Antrodoco) era una de los postas de dicha Vía.
En su momento también fue frontera del Reino de Nápoles.

## Historia

### Época Romana
Algunos hallazgos arqueológicos durante el siglo XIX vinculan a Antrodoco con la historia romana. Cerca de Antrodoco, en Civitareale se encontraron los restos de la Hija de Vespasiano y se sabe que allí se encontraba la Hacienda de Tito.
La posición estratégica en que se encontraba Antrodoco y al ser, como se ha dicho, una posta de la Via Salaria, hizo de esta localidad un punto de convergencia en la que ya en el siglo VI tenía un párroco ilustre: San Severo de Interocrea cuya fiesta se celebra el 15 de febrero en las diócesis de Rieti y Aquila.
La localidad de Antrodoco fue y es famosa por los manantiales de aguas sulfurosas de su terreno. Dicha agua, según los relatos, carecía de la capacidad de cocer las legumbres o quitar el jabón del cuerpo.

### Medioevo
Durante el Alto Medioevo las autoridades feudales de Rieti destinaron mayordomos (gastaldi o castaldi) para controlar Antrodoco, en donde se estableció una hacienda (curtis). Esta curtis o hacienda termina por transformar a la localidad en un importante centro agrario para la región. Traspasada después a la Abadía de Farfa, en ella se desarrolla la cría de ganado bovino, ovino y porcino. Probablemente en el siglo X, la hacienda de Antrodoco se trasforma en un castrum o una aldea feudal fortificada y con un castillo, llegando a convertirse en una gastaldía (mayordomía) menor.
Después de la conquista normanda, Antrodoco fue concedido como feudo in capite por Rogelio II a Reinaldo de Lavareta. En 1226, después de una rebelión de los Lavareta, Federico II le quita el feudo para otorgárselo al duque Reinaldo de Spoleto y a su hermano Bertoldo de la casa Urslingen. Pero éstos también se rebelaron contra Federico II y el castillo fue conquistado por las tropas imperiales en 1233 pasando a ser propiedad real y un punto estratégico en el sistema de defensa del reino.
Las propiedades reales de Antrodoco, en su momento, también pertenecieron a la Casa de Anjou, que en la Rocca, definida como impenetrable por Lalle Camponeschi, asentaron un castillo provenzal al mando de una conspicua guarnición.
Con la fundación de Cittaducale en el escenario de Antrodoco, demasiado retrasado respecto de la frontera, dio un brusco giro a la par con la expansión de la comuna aquilana que, entre los siglos XII y XIV, llegó a extender su influencia sobre el Velino.

### Siglos XV - XIX
En el intento de fortalecer el dinamismo mercantil de Antrodoco, la reina Juana I compró Antrodoco por 11,000 florines de oro en 1382, aunque se toma posesión de la propiedad totalmente durante el siguiente siglo con los títulos extendidos por el Rey Ladislao en 1412 y Juana II en 1421. Así Antrodoco se incorporó a la región (quarto) de San Juan hasta 1529, año en que se desvincula de ésta y se designa al condado aquilano y le es concedida a Giovanni Batista Savello y después a su hijo Federico como feudo por el Príncipe d´Orange.
Antrodoco fue después concedida como feudo a los Colonna, posteriormente a las familias florentinas de los Bandini y los Giugni.
De antrodoco era originaria la familia Cesi de la que nacen muchos artistas en el s XVII el más famoso de ellos fue Carlo Cesi, pintor y grabador de notable relevancia.
Los documentos referentes a la reforma de Alfonso de Aragón respecto a las tasaciones de los fuochi o familias con 10 carlini por familia, reflejan el desarrollo económico y demográfico de aquella época. De 63 familias que eran 1488 (cerca de 382 habitantes) llegaron a ser 228 en 1737 (2.165 habitantes). Los manuales de viajeros y diccionarios geográficos del siglo XIX indican una población de Antrodoco que oscila entre 8.451 habitantes en 1870 y 3.781 sólo 8 años más tarde. De cualquier manera, a principios del siglo XVIII, la localidad de Antrodoco sufrió un serio evento que repercutió en su desarrollo demográfico.

### Terremoto de 1703
Antrodoco sufrió un catastrófico terremoto en 1703 que deja grandes estragos, muchos años después un viajero de aquella época se expresa así:
éste es un triste pueblo destruido en más de la mitad por un terremoto no hace muchos años que mató a muchos de sus habitantes, en lo alto del cerro están los restos del castillo de Viteli, allí estaba la posta de Interocrea, sobre la Vía Salaria y fue destruida por primera vez por los habitantes del Aquila en 1364.
Después del terremoto, el pueblo se reorganizó en torno a la Plaza del pueblo en la que se encuentra la Iglesia de María Asunta.

### La Batalla de Antrodoco
Uno de los episodios más sobresalientes de la historia de Antrodoco es la batalla que allí libró el ejército del general Guillermo Pepe contra las fuerzas austríacas a principios del siglo XIX.
El General Guillermo Pepe llegó al Abruzo el 26 de diciembre de 1820, lo acompañaba el jefe de Estado mayor Del Carreto. La primera impresión de la situación en el área es negativa para Pepe según lo narra en sus propias memorias. Las fronteras de Popoli, Tagliacozzo, Antrodoco y Leonessa se encontraban vulnerables. No era mejor la organización de los regimientos, no tenían ni siquiera zapatos que calzar ni capas para protegerse de la lluvia.
Al terminar la inspección de L'Aquila, Pepe pasó a Forca di Panne y encontró que la situación en el Abruzo era un poco mejor. Allí ya estaban formados los batallones, tenían ya una milicia y dos legiones. Pepe no estaba completamente conforme con las fuerzas en Civitella del Tronto, aunque, ayudados por la naturaleza del lugar (molto favorita natura), salían beneficiados con ella.
A Pepe le parecía que Abruzo era una inmensa vendía carbonara. Se expresaba muy bien de los habitantes de Abruzo. Dice que son hombres movidos por el ideal de la libertad y del bien y tienen en alta estima la organización a la que pertenecen. Para él los hombres del pueblo y los gentileshombres estaban a la par, decía que eran hombres íntegros más que los de la ciudad. Los carboneri de Abruzo, dice, lo ayudaron a organizar 20 batallones, nueve milicias y once legiones. Gracias a los acontecimientos que venían sucediendo durante 20 años y a la setta carbonara la entera población del reino estaba totalmente inflamada con la idea de la libertad.

#### Antecedentes de la Batalla
Lo que hace que las tensiones exploten en aquellos años es el conocido acto de rebelión e insubordinación del Regimiento de Caballería Real Borbón acaecido el 2 de julio de 1820 en el cuartel de Nola.
Los más destacados personajes insubordinados eran los tenientes Morelli y Salvati con un escuadrón de caballería que asume el nombre de Escuadrón de la Muerte, pero el episodio alcanza mayor magnitud cuando el General Guillermo Pepe se une al movimiento. En poco tiempo el movimiento armado alcanza amplias magnitudes como lo demuestra el rechazo del regimiento de Salerno a obedecer las órdenes del Generale Nunziante de ir contra los insurrectos.
Lo que excitó verdaderamente a la tropa fue la concesión que el Rey Fernando hizo para concederle al Reino de Nápoles y Sicilia una constitución. El 7 de julio de 1820 Fernando concede la constitución al reino y, con este acto, más que aplacar las contradicciones internas, las agravó aún más.
A la crisis interna se agregaba la internacional, porque la acción liberal del Rey de los sicilianos alteraba los principios a los que aspiraba la Santa Alianza. Ésta convocó a una asamblea en Lubiana para examinar los hechos. Allí se decidió poner fin a lo que para los monarcas del momento era una verdadera revolución.

#### La resistencia
Siendo como era evidente, que los austríacos se movilizaban hacia el sur de Italia, en Nápoles se iniciaron los preparativos de defensa. La armada constitucional se organizó en dos cuerpos: uno de 37 batallones a las órdenes del General Carrascosa con el propósito de separarse en la zona de San Germano y una división de infantería, a las órdenes del General D´Ambrosio se situaba en el confín de Fondi.
Este segundo cuerpo de armada fue puesto a las órdenes del General Guillermo Pepe con la orden de defender las fronteras del Reino en la provincia aquilana. Eran cerca de 6 mil hombres distribuidos entre Leonessa y Amatrice para defender las vías que llevaban al Reino de Spoleto y de Florencia.
A la disposición del General Pepe estaban los regimientos de Francesco Casella, Nicola Maschioneti, 3 batallones del Regimiento de Infantería principesca y algunos escuadrones de la Caballería del Rey.
En Cività Tommasa se había instalado un fortín con seis cañones. La tarde del 6 de marzo de 1821 el General Pepe trasladó su cuartel general a Cittaducale. Allí organizó su armada en cuatro contingentes con los siguientes comandantes, disposiciones y tareas:
1. Brigada comandada por Montemajor, dividida sobre los montes de Sala y Casette con la tarea de avanzar por el puente Crispoldi e impedir el paso al enemigo apenas iniciase el movimiento.
2. Columna del Coronel Russo, colocada ante el Velino en la llanura de Villa Troiana.
3. Columna del Coronel Verdinois con la tarea de alcanzar el campo enemigo recorriendo el camino de Cantalice y Castel Franco.
4. Columna del Coronel Liguori con la disposición de presentarse en Piediluco y de aquí asaltar el Carreto.

Los primeros días de febrero, la armada austríaca se encontraba en sus cuarteles al norte, y el día 8 ya estaba en Bolonia. Continuando su marcha lenta, el 27 de febrero se hizo presente en Foligno de donde el Barón General Giovanni Frimont, comandante austriaco, envía un aviso a los napolitanos en el que afirma que sus tropas marchan para reprimir una detestabile rivoluzione. Otro aviso a los napolitanos, este del Rey Fernando, invitaba a los súbditos fieles a acoger a los tropas austriacas como a una fuerza que obra solamente para el verdadero interés de nuestro Reino y para proteger a los verdaderos amigos del bien y de la patria. El 4 de marzo los austriacos estaban ya en las cercanías de Rieti. Al alba del 7 de marzo se iniciaba la batalla.

#### La Batalla
El Coronel Russo, en una primera acción logró burlar las fortificaciones y defensas del enemigo. Una vez allí, según el plan, debía alcanzar a la brigada de Montemajor para acabar con los enemigos confundidos. Pero la orden no llegó a darse permitiendo a los austriacos reorganizarse. De esta forma la acción de la columna de Verdinois perdió su fuerza, sin embargo alcanzó a imponerse ante la formación opuesta ocupando el fortín enemigo, del que pudo hacer uso de los cañones contra las tropas imperiales.
Para evitar los daños súbitos de su propio cuartel, el general austriaco Moor, puso en movimiento a uno de sus batallones, compuesto de la caballería de la armada imperial, y fue contra la columna napolitana. El regimiento del Rey contribuyó con la caballería austriaca imprimíedole una fuerza mayor que la de sus contrarios, pero los napolitanos resistieron valerosamente.
Los imperiales se dirigieron entonces sobre Montemajor quien ordenó la retirada. Esta acción de Montemajro fue un punto crucial en la batalla, quitándole fuerza y sentido estratégico a las acciones posteriores. Pepe, se percata de ello y ordena también la retirada.
El retiro de Montemajor y Pepe marcan un desequilibrio entre las dos fuerzas encontradas, la sola valentía del coronel Russo y los suyos no sería suficiente para vencer.
El batallón de Russo y el de Montemajor, ya sin éste al mando, pues Pepe se lo había retirado, se dirigieron hacia Antrodoco y allí, en la Rocca fueron atacados y abatidos en una contienda breve y feroz por el ejército austriaco.
La derrota de Rieti y la sucesiva de Antrodoco abren el camino a los austriacos hacia la capital en donde el 23 de marzo son acogidos festivamente por la población. La campaña del ejército constitucional concluye de un modo desastroso y generó una polémica entre los diferentes generales de la época quienes fueron acusados de traición y confabulación.

## Evolución demográfica
| Gráfica de evolución demográfica de Antrodoco entre 1861 y 2001 |
|                                                                 |
| Datos tomados de ISTAT                                          |

## Personajes ilustres de Antrodoco
- San Severo Párroco de Interocrea (Murió en 530)
- Carlo Cesi (1622-1682) desciende de una familia de artistas, fue pintor y grabador de los Papas del siglo XVII. Sus pinturas se encuentran en el Quirinal (Roma)
- Cardenal Federico Tedeschi (1873-1959)
- Luigi Mannetti (1875-1954) Médico
- Leon Cattani (1906-1980) Político
- Lin Delija (1926-1994) Pintor

## Iglesias, Museos y Monumentos

### Iglesia de Santa María extra Moenia
Erigida en el alto Medioevo sobre los cimientos de un antiguo templo dedicado a Diana, la Iglesia conserva restos de estructura carolingia y detalles que atestiguan un edificio cultual ya existente en el siglo IX.
Esta Iglesia es mencionada ya en el s. VI en los diálogos de san Gregorio Magno, quien recordaba un milagro sucedido a un sacerdote "Rústico" (Severo). Los orígenes de dicha iglesia se remontan a la primitiva comunidad cristiana en Antrodoco. Es probablemente el primer edificio sagrado en construirse en la localidad durante los siglos IV y V de la que datan los capiteles con la fórmula cristiana VIVAS IN DEO. Alberga frescos de la segunda mitad del siglo XI y un Cristo Glorioso del XV. Y frente a la iglesia se encuentra el bautisterio que conserva interesantes pinturas del siglo XV.
La Iglesia ha tenido muchas reparaciones y modificaciones, la principal de ellas en 1050 en la que se obliteraron las fases más antiguas. No obstante, el edificio conserva muchas partes de la estructura romana. En el siglo XIX la fachada de esta iglesia fue, según Bindi, bárbaramente rinnovata

### Santuario de Santa María delle Grotte
Esta iglesia fue construida a principios del siglo XVII. Según la historia, la pequeña Berardina Boccacci de 9 años, encontró, en octubre de 1601 una imagen de la Virgen con el Niño en una gruta y fue allí donde el fervor popular y las autoridades eclesiásticas a la cabeza del Obispo Cessare Segni llevaron a construir la Iglesia diseñada por el arquitecto Fausto Ruggeri de Montepulciano. La Misa inaugural se celebró el 29 de septiembre de 1602.

### Iglesia de Santa María Assunta
Después del terremoto de 1703, el jesuita Baldinucci reconstruyó esta Iglesia quedando terminada en 1720. En la fachada principal hay adaptado un portal que proviene de Santa Maria Extra Moenia. Importante en la Iglesia es la cruz procesional de plata del orfebre: Nicola da Guardiagrele (siglo XV) que se encuentra en el Museo Diocesano de Rieti.

## Fracciones
- Rocca di Fondi
- Rocca di Corno
- Altopiano di Piscignola
- Vignola (Lugar donde el General Pepe luchó contra la armada austriaca en el siglo XIX)

## Gastronomía
- Célebres no sólo en la provincia de Rieti, son los stracci antrodocani, unas crepas rellenas de jugo de carne tipo ragú y queso, preparado que se vierte sobre las crepas cortadas y horneadas. Cada año en agosto se celebra en a Antrodoco el Festival de los Stracci.
- Antrodoco también es famosa por el marrone antrodocano, una castaña de preciada calidad. Cada año, en noviembre, se tienen festivales dedicados a esta castaña.